# Henschel Hs 117
Le Henschel Hs 117 Schmetterling (« papillon » en  allemand) était un projet de missile surface-air radioguidé allemand pendant la Seconde Guerre mondiale. Une version air-air fut aussi créée sous le nom de Hs 117H.
Les servants utilisaient un viseur télescopique et un joystick pour guider le missile par radioguidage. Il était mis à feu grâce à des fusées de proximité acoustiques et photoélectriques à 10-20 m de la cible.

## Historique
En 1941, le professeur Herbert A. Wagner (en) (qui était précédemment responsable du développement du missile antinavire Henschel Hs 293 A) créa le missile Schmetterling et soumit son invention au ministère de l'Aviation du Reich (RLM), qui rejeta son concept, car il n'y avait pas de besoin pour une nouvelle arme anti-aérienne.
Cependant, à partir de 1943, les bombardements stratégiques alliés sur l'Allemagne firent changer d'avis le RLM, et Henschel fut sélectionné pour développer et produire le missile. L'équipe était dirigée par Herbert Wagner : il produisit un missile ressemblant à un « dauphin » avec des ailes en flèche et un empennage cruciforme.
En mai 1944, 59 Hs 117 furent testés, dont certains depuis un Heinkel He 111 ; plus de la moitié des tirs échouèrent. La production en masse fut lancée en décembre 1944, et le déploiement commença en mars 1945. Les missiles opérationnels devaient être lancés depuis un châssis de canon de 37 mm.
En janvier 1945, un prototype destiné à être produit en masse fut terminé, il fut prévu de produire 3 000 missiles par mois, mais le 6 février 1945 le SS-Obergruppenführer Hans Kammler annula le programme.

## Variantes
Le Hs 117H était une variante air-air, conçue pour être tirée depuis des Dornier Do 217, des Junkers Ju 188 ou des Junkers Ju 388. Cette version avait été conçue pour attaquer un appareil ennemi à une distance de 5 km de l'avion lanceur.

## Sources
- (en) Cet article est partiellement ou en totalité issu de l’article de Wikipédia en anglais intitulé « Henschel Hs 117 » (voir la liste des auteurs).
- (en) John Christopher, The Race for Hitler's X-Planes, The Mill, Gloucestershire, History Press, 2013